# Света Марина (Туминец)
Вижте пояснителната страница за други значения на Света Марина.
„Света Марина“ (на албански: Manastiri i Shën Marenës) е православен манастирски комплекс в Албания.

## Местоположение
„Света Марина“ е на около час източно от село Туминец. На 100 метра на север от манастира и на 10 метра от границата с Северна Македония се намира скалната църква „Света Богородица“, известна и като „Света Марина край Глобоко“.

## История
Църквата е обновена в 1888 година, но са запазени части и от старите стенописи и гръцки надписи. Ефрем Каранов твърди, че в църквата е имало славянски надписи, които са унищожени от митрополит Мелетий Преспански и Охридски, и че той е прочел над църковната врата думите „Свѧта Марена“. По време на българската схизма манастирът е патриаршистки. В манастира няма монаси към 1898 година.